# عملة 10 قروش (مصر)
عملة 10 قروش هي إحدى فئات العملة المصرية.

## صور

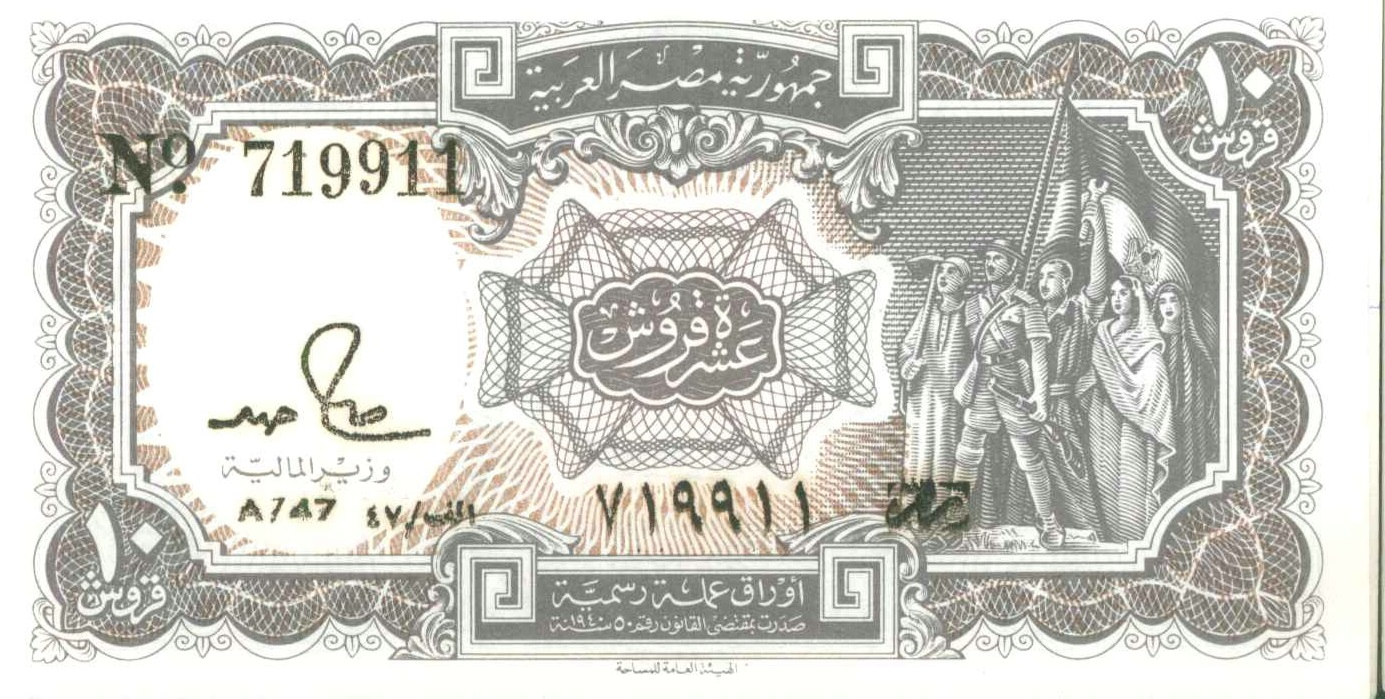
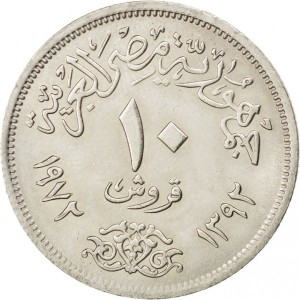
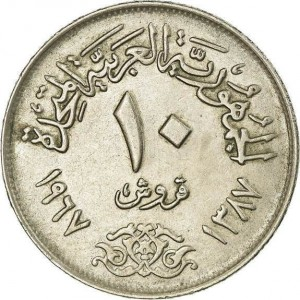
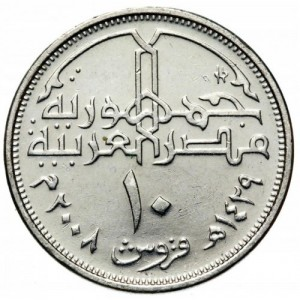